# World Boxing Cup 2025
La World Boxing Cup 2025, altresì chiamato Coppa del Mondo di pugilato, è la terza edizione della manifestazione e comprende tre trappe, disputate in Asia e America del Sud. Il circuito si è disputato da marzo a novembre 2025.

## Calendario
| Data               | Location      | Atleti | Nazioni |
| ------------------ | ------------- | ------ | ------- |
| 31 marzo-5 aprile  | Foz do Iguaçu | 130    | 19      |
| 12-16 maggio       | Varsavia      | 183    | 24      |
| 30 giugno-7 luglio | Astana        | 400    | 31      |
| 15-22 novembre     | Nuova Delhi   |        |         |

## Podi

### Maschile

#### Pesi mosca (50 kg)
| Competizioni  | Oro                  | Argento               | Bronzo                                    |
| ------------- | -------------------- | --------------------- | ----------------------------------------- |
| Foz do Iguaçu | Asilbek Jalilov      | Nikee Cummings        | Jakub Slominski Jadumani Singh Mandengbam |
| Varsavia      | Salvatore Attrattivo | Aldarkhishig Battulga | Jakub Slominski Metehan Adiguzel          |
| Astana        | Sanzhar Tashkenbay   | Jay Bryan Baricuatro  | Omer Izaz Subkhan Mamedov                 |
| Nuova Delhi   |                      |                       |                                           |

#### Pesi gallo (55 kg)
| Competizioni  | Oro                      | Argento                  | Bronzo                                     |
| ------------- | ------------------------ | ------------------------ | ------------------------------------------ |
| Foz do Iguaçu | Nursultan Altynbek       | Mirazizbek Mirzakhalilov | Manish Rathore Jose Daniel Felipe Mijangos |
| Varsavia      | Mirazizbek Mirzakhalilov | Kharkhuu Bilguunsaikhan  | Gantumur Lundaa Nebil Ibrahim              |
| Astana        | Makhmud Sabyrkhan        | Rui Yamaguchi            | Yasen Radev Junior Alcántara               |
| Nuova Delhi   |                          |                          |                                            |

#### Pesi leggeri (60 kg)
| Competizioni  | Oro                   | Argento          | Bronzo                                  |
| ------------- | --------------------- | ---------------- | --------------------------------------- |
| Foz do Iguaçu | Luiz Gabriel Oliveira | Pawel Brach      | Sachin Madiyar Daniyarov                |
| Varsavia      | Pawel Brach           | Michele Baldassi | Edgaras Skurdelis Samandar Olimov       |
| Astana        | Luiz Gabriel Oliveira | Lundaa Gantumur  | Mahammadali Gasimzade Shunsuke Kitamoto |
| Nuova Delhi   |                       |                  |                                         |

#### Pesi welter (65 kg)
| Competizioni  | Oro                     | Argento         | Bronzo                                 |
| ------------- | ----------------------- | --------------- | -------------------------------------- |
| Foz do Iguaçu | Yuri Reis               | Abhinash Jamwal | Patris Mughalzai Gianluigi Malanga     |
| Varsavia      | Asadkhuja Muydinkhujaev | Victorio Iliev  | Bartłomiej Rośkowicz Misheelt Battumur |
| Astana        | Yuri Falcão             | Abhinash Jamwal | Patris Mughalzai Yertugan Zeinullinov  |
| Nuova Delhi   |                         |                 |                                        |

#### Pesi superwelter (70 kg)
| Competizioni  | Oro            | Argento     | Bronzo                                |
| ------------- | -------------- | ----------- | ------------------------------------- |
| Foz do Iguaçu | Hitesh         | Odel Kamara | Makan Traoré Carlos Flowers           |
| Varsavia      | Cezary Dariusz | Kevin Scott | Gofurjon Tokhirov Damian Durkacz      |
| Astana        | Kaian Reis     | Hitesh      | Makan Traoré Byambaerdene Otgonbaatar |
| Nuova Delhi   |                |             |                                       |

#### Pesi medi (75 kg)
| Competizioni  | Oro                 | Argento                | Bronzo                              |
| ------------- | ------------------- | ---------------------- | ----------------------------------- |
| Foz do Iguaçu | Fazliddin Erkinboev | Kaue Dos Santos Belini | Remo Salvati Michal Jarlinski       |
| Varsavia      | Fazliddin Erkinboev | Rami Kiwan             | Kyle Shaw-Tullin Mateusz Urban      |
| Astana        | Sabirzhan Akkalykov | Rami Kiwan             | Dubey Nikhil Nuradin Rustambek Uulu |
| Nuova Delhi   |                     |                        |                                     |

#### Pesi mediomassimi (80kg)
| Competizioni  | Oro                 | Argento                | Bronzo                                |
| ------------- | ------------------- | ---------------------- | ------------------------------------- |
| Foz do Iguaçu | Javokhir Ummataliev | Wanderley Pereira      | Dias Molzhigitov Yojerlin César       |
| Varsavia      | Javokhir Ummataliev | Alfred Cromwell Commey | Ammar Riad Abduljabbar William Cholov |
| Astana        | Yojerlin César      | Nurbek Oralbay         | Mert Aybuga Robby Gonzales            |
| Nuova Delhi   |                     |                        |                                       |

#### Pesi massimi leggeri (85 kg)
| Competizioni  | Oro                | Argento           | Bronzo                             |
| ------------- | ------------------ | ----------------- | ---------------------------------- |
| Foz do Iguaçu | Daulet Tulemissov  | Akmaljon Isroilov | Jakub Straszewski Abdoulaye Traoré |
| Varsavia      | Akmaljon Isroilov  | Jakub Straszewski | Teagn Stott Samet Ersoy            |
| Astana        | Bekzad Nurdauletov | Jugnoo Ahlawat    | Teagn Stott Samet Ersoy            |
| Nuova Delhi   |                    |                   |                                    |

#### Pesi massimi (90 kg)
| Competizioni  | Oro                  | Argento     | Bronzo                          |
| ------------- | -------------------- | ----------- | ------------------------------- |
| Foz do Iguaçu | Turabek Khabibullaev | Isaac Okoh  | Isaias Filho Vishal             |
| Varsavia      | Alexey Sevostyanov   | Adam Tutak  | Connor Williams Tyron Amo       |
| Astana        | Isaias Filho         | Emrah Yasar | Soheb Bouafia Sagyndyk Togambay |
| Nuova Delhi   |                      |             |                                 |

#### Pesi supermassimi (+90 kg)
| Competizioni  | Oro               | Argento        | Bronzo                                |
| ------------- | ----------------- | -------------- | ------------------------------------- |
| Foz do Iguaçu | Jakhongir Zokirov | Damar Thomas   | Daniyal Saparbay Kelvin Watts         |
| Varsavia      | Jakhongir Zokirov | Omar Shiha     | Jakub Domurad Mücahit Ilyas           |
| Astana        | Aibek Oralbay     | Nikita Putilov | Narender Narender Mahammad Abdullayev |
| Nuova Delhi   |                   |                |                                       |

### Femminile

#### Pesi mosca leggeri (48 kg)
| Competizioni  | Oro                     | Argento           | Bronzo                                       |
| ------------- | ----------------------- | ----------------- | -------------------------------------------- |
| Foz do Iguaçu | Tatiana Milagros Flores | Giovanna Marchese | Guo Yi-xuan Radija Gama                      |
| Varsavia      | Nurselen Yalgettekin    | Romane Moulai     | Marta López del Árbol Angelika Krysztoforska |
| Astana        | Nazym Kazibay           | Romane Moulai     | Nurselen Yalgettekin Minakshi Minakshi       |
| Nuova Delhi   |                         |                   |                                              |

#### Pesi mosca (51 kg)
| Competizioni  | Oro                | Argento              | Bronzo                               |
| ------------- | ------------------ | -------------------- | ------------------------------------ |
| Foz do Iguaçu | Zhazira Urakbayeva | Lucia Elen Ayari     | Natalia Kuczewska Jennifer Lozano    |
| Varsavia      | Pihla Kaivo-oja    | Zlatislava Chukanova | Natalia Kuczewska Kelsey Oakley      |
| Astana        | Pihla Kaivo-oja    | Alua Balkibekova     | Caroline de Almeida Wassila Lkhadiri |
| Nuova Delhi   |                    |                      |                                      |

#### Pesi gallo (54 kg)
| Competizioni  | Oro                 | Argento                  | Bronzo                              |
| ------------- | ------------------- | ------------------------ | ----------------------------------- |
| Foz do Iguaçu | Wiktoria Rogalinska | Yoseline Perez           | Lauren Mackie Sirine Charaabi       |
| Varsavia      | Sirine Charaabi     | Enkhjargal Munguntsetseg | Nilay Yaren Cam Mélissa Bounoua     |
| Astana        | Sakshi Chaudhary    | Yoseline Perez           | Feruza Kazakova Wiktoria Rogalinska |
| Nuova Delhi   |                     |                          |                                     |

#### Pesi piuma (57 kg)
| Competizioni  | Oro               | Argento                | Bronzo                          |
| ------------- | ----------------- | ---------------------- | ------------------------------- |
| Foz do Iguaçu | Jucielen Romeu    | Julia Szeremeta        | Ulzhan Sarsenbek Vivien Parsons |
| Varsavia      | Julia Szeremeta   | Khumoranobu Mamajonova | Sameenah Toussaint Esra Yıldız  |
| Astana        | Jaismine Lamboria | Jucielen Romeu         | Aidana Zabynbekova Wu Shih-Yi   |
| Nuova Delhi   |                   |                        |                                 |

#### Pesi leggeri (60 kg)
| Competizioni  | Oro                 | Argento                | Bronzo                          |
| ------------- | ------------------- | ---------------------- | ------------------------------- |
| Foz do Iguaçu | Rebecca Nicoli      | Aneta Rygielska        | Elise Glynn Tina Rahimi         |
| Varsavia      | Donjeta Sadiku      | Elise Glynn            | Rebecca Nicoli Aneta Rygielska  |
| Astana        | Viktoriya Grafeyeva | Rebecca De Lima Santos | Sanju Sanju Lucy Kings Wheatley |
| Nuova Delhi   |                     |                        |                                 |

#### Pesi welter (65 kg)
| Competizioni  | Oro                 | Argento           | Bronzo                          |
| ------------- | ------------------- | ----------------- | ------------------------------- |
| Foz do Iguaçu | Sacha Hickey        | Kinga Krówka      | Chen Nien-chin Morelle McCane   |
| Varsavia      | Angela Carini       | Weronika Dziubek  | Kinga Krówka Madeleine Angelsen |
| Astana        | Navbakhor Khamidova | Busenaz Sürmeneli | Morelle McCane Aida Abikeyeva   |
| Nuova Delhi   |                     |                   |                                 |

#### Pesi superwelter (70 kg)
| Competizioni  | Oro                  | Argento            | Bronzo                                   |
| ------------- | -------------------- | ------------------ | ---------------------------------------- |
| Foz do Iguaçu | Barbara Marcinkowska | Lekeisha Pergoliti | Queila Braga Leonie Müller               |
| Varsavia      | Leonie Müller        | Sema Çalışkan      | Emilia Koterska Bárbara Maria dos Santos |
| Astana        | Natalya Bogdanova    | Lekeisha Pergoliti | Patricia Mbata Leonie Müller             |
| Nuova Delhi   |                      |                    |                                          |

#### Pesi medi (75 kg)
| Competizioni  | Oro             | Argento          | Bronzo                             |
| ------------- | --------------- | ---------------- | ---------------------------------- |
| Foz do Iguaçu | Sunniva Hofstad | Melissa Gemini   | Oliwia Toborek Viviane Pereira     |
| Varsavia      | Sunniva Hofstad | Melissa Gemini   | Dunia Martinez Mas Viviane Pereira |
| Astana        | Sunniva Hofstad | Nadezhda Ryabets | Büşra Işıldar Aziza Zokirova       |
| Nuova Delhi   |                 |                  |                                    |

#### Pesi mediomassimi (80 kg)
| Competizioni  | Oro                  | Argento               | Bronzo                        |
| ------------- | -------------------- | --------------------- | ----------------------------- |
| Foz do Iguaçu | Torneo non disputato | Torneo non disputato  | Torneo non disputato          |
| Varsavia      | Elif Güneri          | Sofia Stigen Sorensen | Emily Asquith                 |
| Astana        | Eseta Flint          | Pooja Rani            | Elif Güneri Sokhiba Ruzmetova |
| Nuova Delhi   |                      |                       |                               |

#### Pesi massimi (+80 kg)
| Competizioni  | Oro                  | Argento              | Bronzo                          |
| ------------- | -------------------- | -------------------- | ------------------------------- |
| Foz do Iguaçu | Torneo non disputato | Torneo non disputato | Torneo non disputato            |
| Varsavia      | Agata Kaczmarska     | Şeyma Düztaş         | Non assegnato                   |
| Astana        | Nupur Sheoran        | Yeldana Talipova     | Şeyma Düztaş Oltinoy Sotimboeva |
| Nuova Delhi   |                      |                      |                                 |

## Medagliere
| Posiz. | Nazione         | Oro | Argento | Bronzo | Totale |
| ------ | --------------- | --- | ------- | ------ | ------ |
| 1      | Uzbekistan      | 12  | 3       | 7      | 22     |
| 2      | Kazakistan      | 10  | 4       | 7      | 21     |
| 3      | Polonia         | 7   | 7       | 17     | 31     |
| 4      | Brasile         | 7   | 4       | 7      | 18     |
| 5      | India           | 4   | 6       | 5      | 15     |
| 6      | Italia          | 4   | 6       | 4      | 14     |
| 7      | Turchia         | 3   | 4       | 11     | 18     |
| 8      | Norvegia        | 3   | 2       | 1      | 6      |
| 9      | Finlandia       | 2   | 0       | 0      | 2      |
| 10     | Inghilterra     | 1   | 4       | 12     | 17     |
| 11     | Francia         | 1   | 2       | 6      | 9      |
| 12     | Australia       | 1   | 2       | 1      | 4      |
| 13     | Germania        | 1   | 1       | 5      | 7      |
| 14     | Argentina       | 1   | 0       | 0      | 1      |
| 15     | Kosovo          | 1   | 0       | 0      | 1      |
| 16     | Mongolia        | 0   | 4       | 3      | 7      |
| 17     | Bulgaria        | 0   | 4       | 2      | 6      |
| 18     | Stati Uniti     | 0   | 2       | 6      | 8      |
| 19     | Giappone        | 0   | 1       | 2      | 3      |
| 20     | Svezia          | 0   | 1       | 1      | 2      |
| 21     | Filippine       | 0   | 1       | 0      | 1      |
| 22     | Taipei cinese   | 0   | 0       | 3      | 3      |
| 23     | Spagna          | 0   | 0       | 2      | 2      |
| 23     | Galles          | 0   | 0       | 2      | 2      |
| 23     | Azerbaigian     | 0   | 0       | 2      | 2      |
| 26     | Guatemala       | 0   | 0       | 1      | 1      |
| 26     | Lituania        | 0   | 0       | 1      | 1      |
| 26     | Nigeria         | 0   | 0       | 1      | 1      |
| 26     | Rep. Dominicana | 0   | 0       | 1      | 1      |
| 26     | Kirghizistan    | 0   | 0       | 1      | 1      |
| Totale | Totale          | 57  | 57      | 111    | 227    |